# River Dore
River Dore är ett vattendrag i Storbritannien.   Det ligger i riksdelen England, i den södra delen av landet, 190 km väster om huvudstaden London.